# (5009) Sethos
(5009) Sethos (2562 P-L) – planetoida z pasa głównego asteroid okrążająca Słońce w ciągu 3 lat i 187 dni w średniej odległości 2,31 j.a. Została odkryta 24 września 1960 roku.